# Neuropatía motora hereditaria distal tipo Jerash
La Neuropatía motora hereditaria distal tipo Jerash es una condición genética autosómica recesiva la cual se caracteriza por debilidad y atrofia muscular asociada con otros problemas de los nervios.

## Signos y síntomas
Las personas con esta condición generalmente comienzan a presentar síntomas desde los 10 años, y desde ahí progresan en severidad. Primero, se comienza a presentar debilidad y atrofia muscular en las extremidades inferiores, y luego se comienza  a presentar lo mismo en las extremidades superiores después de dos años. Luego, se comienzan a desarrollar otros síntomas tales como dedo del pie en martillo, pes varus, caída del pie, y manos en garra.
Aunque también se presentan signos extrapiramidales tales como reflejo rápido de la rodilla, estos generalmente regresan (regresión) mientras la enfermedad progresa.

## Complicaciones
La debilidad y atrofia muscular que acompaña a esta enfermedad puede causar varias complicaciones, estas incluyen (pero no están limitadas a):
- Dificultades a la hora de caminar
- Dificultades a la hora de intentar usar los brazos
- Contracturas progresivas

## Tratamiento
Esta enfermedad no tiene cura, pero se puede tratar con métodos tales como:
- Terapia de ultrasonido
- Estimulación eléctrica

Si la atrofia muscular lleva a que un músculo sufra de una contractura, se puede hacer cirugía para corregir la misma.

## Genética
Esta condición está causada por mutaciones en el gen SIGMAR1, el cual está ubicado en el brazo corto del cromosoma 9. Estas mutaciones siguen un patrón de herencia autosómico recesivo, lo cual significa que si ambos padres son portadores de una variante genética (estén afectados o no por la misma), hay una probabilidad de 1 en 4 (o 25%) de que uno de sus hijos hereden ambas copias y por ende muestren los efectos de dicha variante.

## Prevalencia
Según OMIM, alrededor de 30 casos han sido descritos en la literatura médica, de los cuales la mayoría provenían de Jerash, Jordania.

## Historia
Esta condición fue descubierta en el año 2000, cuando Christodoulou et al. describió a 27 personas de 7 familias consanguíneas que provenían de pueblos pequeños cerca de Jerash, una región en Jordania. En dichos pacientes, los síntomas de la enfermedad comenzaban entre los 6 y 10 años de edad (debilidad y atrofia muscular de las extremidades inferiores que subia a las superiores después de 2 años). Cuando se les hizo estudios neurofisiologicos, la mayoría de los resultados eran normales excepto por amplitudes de potencial de acción motora compuesta disminuidas, y cambios en ma estructura de los nervios (vistos con electromiografia).
En el 2015, Li et al. descubrió mutaciones "splice-site" homocigotas en el gen SIGMAR1 de 3 miembros de una familia consanguínea en China. Las mutaciones fueron encontradas por medio de secuencia de exoma completo y fueron confirmadas por medio de secuencia de Sanger.

## Modelo animal
En el año 2010, Mavlyutov et al. descubrió que los ratones deficientes de SIGMAR1 tenían una coordinación motora defectuosa a comparación de ratones con SIGMAR1 normal. En una mini-prueba de natación, los ratones deficientes de SIGMAR1 usaban sus colas para nadar, mientras que los ratones normales de SIGMAR1 usaban sus patas delanteras.
En el año 2015, Bernard-Marissal et al. descubrió que los ratones deficoentes de SIGMAR1 tenían déficits de habilidades motoras, debilidad muscular la cual era causada por denervación de la unión neuromuscular, y deterioro de neuronas motoras de la médula espinal, de estas últimas, las neuronas motoras y fibras musculares rápidas eran las más afectadas.